# Aeolesthes uniformis
Aeolesthes uniformis là một loài bọ cánh cứng trong họ Cerambycidae.